# Susan Chapman
Susan Chapman   (valor desconegut, 17 de setembre de 1962), també coneguda com a Sue Chapman-Popa o Sue Chapman, és una ex-remadora australiana que va competir durant la dècada de 1980. Es casà amb el també remer Ion Popa.
El 1984 va prendre part en els Jocs Olímpics de Los Angeles, on guanyà la medalla de bronze en la competició del quatre amb timoner del programa de rem. Formà equip amb Karen Brancourt, Margot Foster, Robyn Grey-Gardner i Susan Lee. En el seu palmarès també destaquen una medalla d'or i una de plata als Jocs de la Commonwealth.